# Reggae Gold 1994
Reggae Gold 1994 – drugi album z serii składanek Reggae Gold, wydawanej przez nowojorską wytwórnię VP Records.
Płyta ukazała się 19 maja 1994 roku. Produkcją całości zajęli się Chris Chin oraz David "Dave Love" Sanguinetti.
8 października 1994 roku album osiągnął 8. miejsce w cotygodniowym zestawieniu najlepszych albumów reggae magazynu Billboard (ogółem był notowany na liście przez 26 tygodni).

## Lista utworów
1. Garnett Silk - "Splashing Dashing"
2. Daddy Screw & Donovan Steele - "Big Things A Gwaan"
3. Spragga Benz - "Girls Hooray"
4. Louie Culture - "Revolution Song"
5. Beres Hammond - "I Wish"
6. Bounty Killer - "Not Another World"
7. Mega Banton - "Sound Boy Killing Remix"
8. Heavy D, Courtney Melody & Brigadier Jerry - "Modern Connection"
9. Nadine Sutherland - "Baby Face"
10. Buju Banton - "Murderer"
11. Wayne Wonder - "Only You"
12. Sanchez - "Brown Eyes"
13. Tony Rebel - "Teach The Children"
14. Papa Michigan & General Smiley - "Stress"
15. Sweet Tea - "Breather Again"
16. Beres Hammond - "Treat You Right"